# 기아 K4 (2024)
기아 K4는 기아에서 생산 중인 전륜구동 준중형 세단으로, K3 및 씨드의 후속이다.

## 1세대 (CL4; 2024년)
캐피탈, 세피아, 스펙트라, 쎄라토, 포르테, K3에 이은 7번째 기아의 준중형 승용차다.
가솔린 엔진은 감마 1.6리터 가솔린 터보 엔진과 149마력 누우 2.0리터 DOHC 자연흡기 앳킨슨 사이클 엔진이 장착된다. 대한민국에는 전작인 2세대 K3의 판매 부진 때문에 K4를 판매하지 않으며, EV4가 대신한다.

### K4 해치백 (2025년 예정)
2025년 4월 16일에 뉴욕 국제 오토쇼에서 K4 해치백이 세계 최초로 공개됐다. K4 해치백은 다이내믹한 루프라인, C필러의 히든 리어 도어 핸들, 전용 외장 색상인 스파클링 옐로우가 적용됐으며, 동급 최고 수준의 레그룸 및 헤드룸과 628리터의 적재 용량을 갖췄다. 또한 약 30인치의 파노라믹 디스플레이와 무선 커넥티비티 시스템, 디지털 키 2.0, 음성 AI 비서, OTA 업데이트 등이 탑재됐으며, 최대 190마력의 1.6리터 터보 엔진과 8단 자동변속기, GT라인 전용 스포츠 서스펜션이 적용됐다. 고급형 트림에는 고속도로 주행 보조 2, 회피 조향 보조, 서라운드 뷰 모니터 등이 탑재됐다.
2025년 4분기부터 미국에서 EX, GT-Line, GT-Line 터보 등 다양한 트림으로 판매될 예정이다.